# Ikeda, Gifu

Ikeda (池田町 Ikeda-chō?) este un oraș în Japonia, în districtul Ibi al prefecturii Gifu.